# Sfora
Sfora – polski serial telewizyjny o tematyce kryminalnej, emitowany od 6 października 2002 do 1 grudnia 2002 w TVP1. Na jego podstawie powstał film pt. Sfora: Bez litości, który jest skróconą i nieznacznie różniącą się wersją serialu.
Okres zdjęciowy: październik 2001 – luty 2002. Film był kręcony w Warszawie oraz na przejściach granicznych w Słubicach i Cieszynie.
Jego kontynuacją jest emitowany w 2006 roku serial Fałszerze – powrót Sfory.

## Fabuła
Przed laty czterech przyjaciół, którzy mieszkali na terenie jednego z osiedli w Warszawie, zawiązało pakt i nazwało się „sforą”. Obecnie nadkomisarz Walerian Duch (Paweł Wilczak) i komisarz Stanisław Olbrycht (Olaf Lubaszenko) są pracującymi razem policjantami, Grzegorz Nowicki (Radosław Pazura) – prokuratorem, a nadinspektor Jan Sulima (Marek Kalita) – komendantem głównym Policji. Przyjaciele zaczynają badać działalność Ryszarda Starewicza, ps. Stary (Krzysztof Kolberger), szefa jednego z gangów. Nadinspektor Jan Sulima zostaje zastrzelony na zlecenie gangstera. Ryszard Starewicz rozkazuje zabić również komisarza Stanisława Olbrychta. Morderca popełnia jednak błąd i w zamachu ginie żona policjanta, Barbara, będąca w drugim miesiącu ciąży. Komisarz Stanisław Olbrycht nie wytrzymuje i podczas przesłuchania zabija podejrzanego (Robert Więckiewicz), za co trafia do więzienia. Poznaje tam młodego hakera Pawła Lipskiego (Łukasz Garlicki). Ten wkrótce zostaje wypuszczony i zaczyna pracować dla Ryszarda Starewicza. Tymczasem nadkomisarz Walerian Duch i prokurator Grzegorz Nowicki zdobywają zgodę na zwolnienie warunkowe Stanisława Olbrychta. Przyjaciele chcą udowodnić Ryszardowi Starewiczowi udział w praniu brudnych pieniędzy i zniszczyć jego interesy. Pomaga im młoda policjantka komisarz Joanna Różycka „Nika” (Karolina Gruszka).

## Obsada
W rolach głównych
- Krzysztof Kolberger jako Ryszard Starewicz, „Stary”
- Olaf Lubaszenko jako komisarz Stanisław Olbrycht
- Paweł Wilczak jako nadkomisarz Walerian Duch
- Radosław Pazura jako prokurator Grzegorz Nowicki
- Sławomir Orzechowski jako Krzysztof lub Jerzy (w odcinku 9. zostają wymienione dwa imiona) Bublewicz, „Buba”
- Karolina Gruszka jako komisarz Joanna Różycka, „Nika”
- Łukasz Garlicki jako Paweł Lipski, syn Ryszarda Starewicza
- Marek Kalita jako nadinspektor Jan Sulima, komendant główny Policji (odc. 1)
- Barbara Kałużna jako Barbara Olbrycht, żona komisarza Stanisława Olbrychta (odc. 1 i 2)
- Anita Sokołowska jako Anita Nowicka, żona prokuratora Grzegorza Nowickiego
- Agnieszka Warchulska jako żona nadinspektora Jana Sulimy
- Andrzej Pieczyński jako Kiler (zabójca nadinspektora Jana Sulimy)
- Robert Więckiewicz jako Dziubiński, „Dziobaty” (odc. 1 i 2)
- Mirosław Zbrojewicz jako inspektor Walas
- Dariusz Kordek jako VIP Lachnal
- Janusz Rafał Nowicki jako sędzia Chwalba
- Andrzej Krukowski jako Franco Botti
- Marcin Dorociński jako oficer Urzędu Ochrony Państwa
- Hubert Zduniak jako oficer Urzędu Ochrony Państwa

W pozostałych rolach
- Leszek Abrahamowicz jako kierownik sali
- Andrzej Andrzejewski jako interesant w wilii Ryszarda Starewicza
- Witold Bieliński jako policjant
- Wojciech Billip jako recepcjonista w hotelu
- Dariusz Biskupski jako Piotr T. („Tomahawk”), człowiek „Twardego”, potem Ryszarda Starewicza
- Waldemar Błaszczyk jako partner Anity Nowickiej
- Tadeusz Borowski jako członek Rady Polityki Pieniężnej
- Jerzy Braszka jako prezes dający prokuratorowi Grzegorzowi Nowickiemu łapówkę
- Janusz Bukowski jako pan Józef, służący Ryszarda Starewicza
- Michał Bukowski jako komisarz
- Paweł Burczyk jako Romek, informator komisarza Stanisława Olbrychta
- Janusz Chlebowski jako ochroniarz „Buby”
- Sebastian Chondrokostas jako interesant w wilii Ryszarda Starewicza
- Marek Cichucki jako zagłuszający podsłuch policji podczas spotkania Ryszarda Starewicza i „Twardego”
- Marta Dąbrowa jako Joasia, córka Ryszarda Starewicza
- Anna Dereszowska jako prostytutka pomagająca zabić „Grubego”
- Arkadiusz Detmer jako interesant w wilii Ryszarda Starewicza
- Krzesimir Dębski jako skrzypek
- Krzysztof Dracz jako prokurator okręgowy
- Jarosław Gajewski jako adwokat Ryszarda Starewicza
- Janusz Hamerszmit jako strażnik więzienny
- Dariusz Jakubowski jako profesor Stroliński, lekarz Ryszarda Starewicza
- Borys Jaźnicki jako pracownik banku
- Sławomir Jeneralski jako prezenter Wiadomości
- Aleksander Józefowski jako Jan Sulima w dzieciństwie
- Jacek Kałucki jako właściciel sklepu ze sprzętem elektronicznym
- Beata Kawka jako sekretarka prokuratora Grzegorza Nowickiego
- Mirosław Konarowski jako kurator sądowy
- Mirosław Krawczyk jako komendant główny Policji
- Marcin Kwaśny jako wspólnik Pawła Lipskiego
- Katarzyna Kwiatkowska jako kierowniczka agencji
- Joachim Lamża jako „Twardy” (odc. 1)
- Sylwester Maciejewski jako „Górko”, menel wynajęty przez sforę
- Maciej Makowski jako wspólnik Pawła Lipskiego
- Sławomir Małyszko jako „Kicha”
- Maria Mielnikow-Krawczyk jako matka jednego ze wspólników Pawła Lipskiego
- Aleksander Mikołajczyk jako Chryń, przełożony nadkomisarza Waleriana Ducha
- Rafał Mohr jako dealer narkotyków
- Andrzej Musiał jako oficer dyżurny
- Tomasz Mycan jako „Szprycha”, człowiek Ryszarda Starewicza
- Czesław Nogacki jako złodziej na cmentarzu
- Piotr Nowak jako partner „Buby”
- Marek Nowakowski jako celnik
- Antoni Ostrouch jako Piotr Grauber („Gruby”), człowiek Ryszarda Starewicza
- Piotr Polk jako lekarz dyżurny w Szpitalu Wolskim
- Jacek Porębski jako Marek Sulima, syn nadinspektora Jana Sulimy
- Andrzej Precigs jako lekarz operujący nadkomisarza Waleriana Ducha
- Maciej Robakiewicz jako „Blondyn”, członek Rady Nadzorczej Globo Banku
- Zdzisław Rychter jako handlarz bronią
- Danuta Rynkiewicz jako policyjna archiwistka
- Tomasz Sapryk jako handlarz narkotykami
- Agnieszka Schimscheiner jako żona „Lalusia”
- Łukasz Simlat jako „Bakłan”, właściciel hurtowni
- Piotr Siwkiewicz jako podkomisarz Połomski
- Milan Skrobic jako rezydent „Rio”, człowiek Ryszarda Starewicza
- Małgorzata Socha jako kobieta „Chamulca”
- Artur Sokołowski jako „Laluś”, człowiek Ryszarda Starewicza
- Sylwia Stępniak jako sekretarka profesora Strolińskiego
- Joanna Sydor jako kobieta „Szprychy”
- Ewa Szawłowska jako żona „VIP-a”
- Paweł Szwed jako sprzedawca sprzętu komputerowego
- Borys Szyc jako „Glut”, złodziej samochodów
- Bartłomiej Świderski jako podkomisarz, asystent inspektora Walasa, informator mafii
- Andrzej Terej jako kurier
- Jacek Traut jako kurier
- Tomasz Tyndyk jako „Chamulec”, człowiek Ryszarda Starewicza
- Marek Włodarczyk jako aplikant, człowiek Ryszarda Starewicza
- Maciej Zakościelny jako wspólnik Pawła Lipskiego
- Artur Żmijewski jako podinspektor Roman Kruk (odc. 9)
- Andrzej Żółkiewski jako prezes Globo Banku